# Die Brücke (Kafka)
Die Brücke ist ein Prosastück von Franz Kafka, das 1916/1917 entstand und 1931 postum von Max Brod veröffentlicht wurde. Es war einer der ersten Texte, die in der Prager Alchimistengasse entstanden, unabhängig von Kafkas Elternhaus. Zu dieser Zeit war der Künstler mit Felice Bauer aus Berlin zum zweiten Mal verlobt.

## Inhalt
Es liegt eine Brücke über einen Abgrund in einer einsamen Höhe. Diese Brücke wartet auf den ersten Menschen, der sie betreten würde. Sie sieht ihm mit Hinwendung, ja Fürsorge, entgegen. Dieser Mensch kommt nun tatsächlich, springt mit beiden Beinen auf die Brücke und fügt ihr dabei „wilde Schmerzen“ zu. Die Brücke will sich umdrehen, um diesen Menschen genauer anzusehen. Dabei stürzt sie ab und landet „zerrissen und aufgespießt“ im Bach in der Tiefe.

## Textanalyse
Ein Ich-Erzähler schildert den Ablauf in der Vergangenheitsform, ohne Erläuterung oder eigenes Erstaunen über den Auftritt einer menschlichen Brücke, einem Mischwesen also zwischen Bauwerk und Mensch. Die Ausdrucksweise ist – entgegen dem sonst meist unberührt-sachlichen Duktus Kafkas – hier eher emotional, fast pathetisch.
Die Brücke beschreibt sich selbst mit menschlichen Bestandteilen – „Fußspitzen, Hände, Schöße des Rockes, Haar“. Auch die Sicht auf die Umwelt ist menschlich. Dem Wesen, das die Brücke als erstes betreten wird, ist sie vorab zugetan, will es schützen und bewahren, obwohl ihr die Aufgabe, nämlich Brücke zu sein, schwerfällt. Die Begriffe „steif und kalt, musste warten, Gedanken gingen in einem Wirrwarr“ bringen das zum Ausdruck. Die Anteilnahme am Wanderer wird schlecht belohnt. Der springt brutal auf die Brücke; warum sollte er auch nicht, er weiß nichts von deren menschlichem Fühlen.
Die Brücke aber fragt sich nach dem Wesen des Wanderers. Zwischen „Kind“ und „Vernichter“ sind mehrere Varianten denkbar. Um hier eine Antwort zu bekommen, dreht sich die Brücke um. Sie kommentiert das selbst wie erstaunt: „Brücke dreht sich um!“ Sie stürzt hinab, aber die Zerstörung geschieht nicht durch den Wanderer, sondern durch ihre nicht „brückengemäße“ Erkenntnissuche.
Was mit dem Wanderer geschieht, erfährt man nicht, er dürfte wohl mit der zersprungenen Brücke in den Abgrund fallen. Die Brücke hat mit ihrem Umdrehen keine Erkenntnis über den Wanderer gewonnen, sondern den eigenen Tod gefunden.
Der letzte Satz lässt schaudern. Die Brücke wird „aufgespießt von den zugespitzten Kieseln, die mich so friedlich immer angestarrt hatten aus dem rasenden Wasser“. In den Zeiten des langen, bedrückenden Wartens hatte also die Brücke im Anblick der Kiesel im Bach einen gewissen Frieden gefunden und gerade von ihnen wird sie zerstört.

## Deutungsansätze
Das vorliegende Prosastück ist in der Literatur relativ wenig behandelt und interpretiert worden. Es sind hier Bezüge zu anderen Kafka-Erzählungen erkennbar, in denen ganz selbstverständlich Mischwesen auftreten – dort allerdings zwischen Mensch und Tier. (Siehe u. a. in Die Verwandlung, Forschungen eines Hundes, Ein Bericht für eine Akademie, Eine Kreuzung.)
Das Thema Tod und Erkenntnis behandelt Kafka auch z. B. in Vor dem Gesetz. Die Erzählung Ein Traum endet ebenfalls mit dem tödlichen Sturz des Protagonisten in einen Abgrund (hier: Grab).
Zieht man Rückschlüsse aus der Geschichte auf ihren Schöpfer, ist klar, dass er unglücklich gewesen sein muss. Er fühlt sich eingespannt in eine ungeliebte Situation. Er versucht seiner Pflicht gerecht zu werden, ja die Pflicht zur Neigung werden zu lassen. Er fühlt sich von Menschen oder Dingen, denen er sich positiv zuzuwenden versucht, vernichtet. Dass hier die bekannten Bedrängnisse in Kafkas Leben – seine Arbeit als Jurist, sein Verhältnis zum Vater oder zur Verlobten – der Hintergrund sind, ist sehr wahrscheinlich.
Auf eine besondere Deutungsmöglichkeit wird bei v. Jagow/Jahraus von Vivian Liska hingewiesen. Dort wird die Brücke zur Frau, die bestimmungsgemäß auf ihren Helden wartet. Es erfolgt eine schmerzhafte Vergewaltigung. Sie dreht sich um – wie die Frau des Lot und reißt den Gewalttätigen mit in den Abgrund.

## Ausgaben (Auswahl)
- Beim Bau der Chinesischen Mauer. Ungedruckte Erzählungen und Prosa aus dem Nachlaß. Herausgegeben von Max Brod und Hans-Joachim Schoeps. Kiepenheuer, Leipzig 1931.
- Sämtliche Erzählungen. Herausgegeben von Paul Raabe. S. Fischer, Frankfurt am Main 1970.
- Nachgelassene Schriften und Fragmente 1. Herausgegeben von Malcolm Pasley, Fischer, Frankfurt am Main 1993, ISBN 3-10-038148-3, S. 304 f.
- Die Erzählungen und andere ausgewählte Prosa. Herausgegeben von Roger Hermes. Fischer Taschenbuch, Frankfurt am Main 1996, ISBN 978-3-596-13270-6.

## Sekundärliteratur
- Peter-André Alt: Franz Kafka: Der ewige Sohn. Eine Biographie. C.H. Beck, München 2005, ISBN 3-406-53441-4.
- Bernard Dieterle: Kleine nachgelassene Schriften und Fragmente 2. In: Manfred Engel, Bernd Auerochs (Hrsg.): Kafka-Handbuch. Leben – Werk – Wirkung. Metzler, Stuttgart, Weimar 2010, ISBN 978-3-476-02167-0, S. 260–280, bes. 272 f.
- Bettina von Jagow und Oliver Jahraus: Kafka-Handbuch Leben-Werk-Wirkung. Vandenhoeck & Ruprecht, 2008, ISBN 978-3-525-20852-6.